# Tallé-Mossi
Pour les articles homonymes, voir Tallé.
Ne doit pas être confondu avec Tallé-Peulh.
Tallé-Mossi est une localité située dans le département de Pissila de la province du Sanmatenga dans la région Centre-Nord au Burkina Faso.

## Géographie
Tallé-Mossi est situé à 2 km au sud-est de Lilbouré et à environ 6 km à l'ouest de Pissila, le chef-lieu du département.

## Économie
L'activité du village est essentiellement agro-pastorale.

## Éducation et santé
Le centre de soins le plus proche de Tallé-Mossi est le centre de santé et de promotion sociale (CSPS) de Lilbouré tandis que le centre hospitalier régional (CHR) se trouve à Kaya.
Le village possède une école primaire publique dans le quartier de Yikiemdé.